# Piaggio P.108

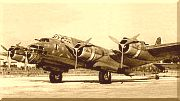
Piaggio P.108 - widok od frontu

Piaggio P 108 – włoski ciężki samolot bombowy i torpedowy z okresu II wojny światowej.

## Historia
W 1938 roku we włoskiej wytwórni lotniczej Piaggio e Società per Azioni zaprojektowano ciężki czterosilnikowy samolot bombowy, który oznaczony został jako Piaggio P 108. Prototyp tego samolotu został oblatany 24 października 1939 roku, a jednym z jego pilotów oblatywaczy był syn Benito Mussoliniego – Bruno Mussolini (zginął w wypadku lotniczym 7 sierpnia 1941 roku podczas lotu prototypem bombowym - Piaggio P.108). Po udanych próbach samolot ten został wprowadzony do produkcji seryjnej w 1940 roku jako P-108C w wersji komunikacyjnej dla 32 pasażerów i transportowej dla wojska mogący zabrać 60 żołnierzy z pełnym oporządzeniem. Wersja bombowa weszła do produkcji seryjnej jako P-108B w 1941 roku i w 1942 pierwsze samoloty trafiły do jednostek bojowych. Samoloty brały udział w nalotach na Suez, Gibraltar i Maltę.
Samolot ten w następnych latach był modyfikowany w kolejnych wersjach, które różniły się wyposażeniem i przeznaczeniem.
Po kapitulacji Włoch wszystkie dostępne P-108 zostały zarekwirowane przez Luftwaffe i po testach na poligonie w Rechlinie były używane na froncie wschodnim. Po wojnie Piaggio zbudowało szereg P-108T-2 z amerykańskimi silnikami Wright Cyclone.
Wersje samolotu Piaggio P 108:
- P 108 – wersja podstawowa, czterosilnikowy ciężki samolot bombowy
- P 108A – prototyp samolotu przeznaczonego do zwalczania okrętów, uzbrojony w 1 działo L/40 kal. 102 mm
- P 108bis – prototyp, uzbrojony w 6 działek MG 151/20 kal. 20 mm i 3 karabiny maszynowe Breda-SAFAT kal. 12,7 mm
- P 108B – ciężki samolot bombowy
- P 108C – samolot pasażerski i transportowy, nie posiadał uzbrojenia. Mógł przewozić 32 pasażerów lub 60 żołnierzy
- P 108T – samolot transportowy
- P 108T-2 – wersja samolotu transportowego budowana po II wojnie światowej

Łącznie wyprodukowano 167 samolotów Piaggio P 108 wszystkich wersji.

## Użycie
Samoloty Piaggio P 108 od chwili wprowadzenia ich do produkcji seryjnej były systematycznie włączane do jednostek Regia Aeronautica (włoskich sił powietrznych). 
Przez cały okres II wojny światowej używano ich we włoskim lotnictwie bombowym. Pierwszą misją bojową tych samolotów był nalot na Gibraltar w dniu 26 czerwca 1942 roku. Później uczestniczyły w walkach w basenie Morza Śródziemnego, Północnej Afryce oraz na froncie wschodnim. Nieliczne egzemplarze tego samolotu przetrwały wojnę.
Na samolocie tego typu zginął w 1941 roku Bruno Mussolini, syn Benito Mussoliniego.

## Opis konstrukcji
Samolot Piaggio P 108 był ciężkim samolotem bombowym, dolnopłatem o konstrukcji metalowej. Podwozie klasyczne – wciągane w locie. 
Napęd – 4 silniki zamontowano po dwa na każdym skrzydle. 

## Dane lotno-taktyczne
|                            | Piaggio P.108                        | Piaggio P.108B                        | Piaggio P.108T                        |
| -------------------------- | ------------------------------------ | ------------------------------------- | ------------------------------------- |
| Silnik                     | 4 x Piaggio P.XI-RC35 o mocy 1500 KM | 4 x Piaggio P.XII-RC35 o mocy 1500 KM | 4 x Piaggio P.XII-RC35 o mocy 1350 KM |
| Rozpiętość (m)             | 32,00                                | 32,00                                 | 33,00                                 |
| Długość (m)                | 22,90                                | 22,30                                 | 24,55                                 |
| Powierzchnia nośna (m²)    | 135,30                               | 135,34                                | 142,85                                |
| Masa własna (kg)           | 17 320                               | 17 325                                | 17 200                                |
| Masa startowa (kg)         | 24 885                               | 29 885                                | 30 000                                |
| Prędkość maksymalna (km/h) | 420                                  | 430                                   | 440                                   |
| Pułap (m)                  | 8 500                                | 6 000                                 | 6 600                                 |
| Zasięg (km)                | 3520                                 | 4000                                  | 3580                                  |